# Trypetisoma steriphomorpha
Trypetisoma steriphomorpha är en tvåvingeart som beskrevs av Kim 1994. Trypetisoma steriphomorpha ingår i släktet Trypetisoma och familjen lövflugor. Inga underarter finns listade i Catalogue of Life.